# Vrbovnik
Vrbovnik – wieś w Bośni i Hercegowinie, w Federacji Bośni i Hercegowiny, w kantonie sarajewskim, w gminie Trnovo. W 2013 roku liczyła 2 mieszkańców – Serbów.